# Loren-Nunatakker
Die Loren-Nunatakker sind eine Reihe niedriger Nunatakker im westantarktischen Queen Elizabeth Land. In der Neptune Range der Pensacola Mountains ragen sie 5 km östlich der Rivas Peaks auf.
Der United States Geological Survey kartierte sie anhand eigener Vermessungen und Luftaufnahmen der United States Navy aus den Jahren von 1956 bis 1966. Das Advisory Committee on Antarctic Names benannte sie 1968 nach Loren Brown Jr., Flugzeugelektroniker auf der Ellsworth-Station im antarktischen Winter 1958.